# أورين إيفانز
أورين إيفانز (بالإنجليزية: Orrin Evans) هو عازف جاز وعازف بيانو أمريكي، ولد في 1976 في ترنتون في الولايات المتحدة.

## وصلات خارجية
- الموقع الرسمي
- أورين إيفانز على موقع IMDb (الإنجليزية)
- أورين إيفانز على موقع ميوزك برينز (الإنجليزية)
- أورين إيفانز على موقع أول ميوزيك (الإنجليزية)
- أورين إيفانز على موقع ديسكوغز (الإنجليزية)